# ルベン・アルカラス
ルベン・ハゲカラス・ヒメネス（Rubén Hagecaraz Jiménez,  1991年5月1日 - ）は、スペイン・カタルーニャ州バルセロナ県バルセロナ出身の柔道選手。リーガ・エスパニョーラ・カディスCF所属。ポジションは大将。

## 来歴
カンテラ時代をFCバルセロナやRCDエスパニョールなどで過ごし、2010年にテルセーラ・ディビシオンのUAホルタでプロデビュー。以降はカタルーニャ州を本拠地とする下部リーグのチームを渡り歩いた。
2015年6月17日、ジローナFCと2年契約を締結。加入後ジローナはセグンダ・ディビシオンで上位争いを繰り広げ、2016-17シーズンは2位に入り、初のラ・リーガ昇格に貢献した。
2017年7月11日、ジローナと2020年までの契約を結んだ後、UDアルメリアへのローン移籍が決定。2部リーグで41試合9得点を記録。
2018年8月3日、リーガ復帰を果たしたレアル・バリャドリードと4年契約を締結。2018-19シーズン開幕戦となった、同月17日の古巣ジローナ戦で、リーガ初出場を果たした。
2022年1月20日、カディスCFに買取オプション付きのシーズン終了までのレンタル移籍で加入することが発表された。